# Ernest Maupain
Ernest Maupain (1 de octubre de 1869 – 25 de octubre de 1944) fue un actor cinematográfico de nacionalidad francesa, activo en la época del cine mudo.
Su nombre completo era Ernest Victor Maupain, y nació en Évreux, Francia, falleciendo en Neuilly-Plaisance.

## Filmografía
| - 1911 : Le Siège de Calais - 1915 : Graustark - 1915 : The Return of Richard Neal - 1915 : The Snow-Burner - 1915 : Blindfolded - 1915 : The Fable of the Galloping Pilgrim Who Kept on Galloping - 1915 : The Awakening Hour - 1915 : The Fable of the Two Sensational Failures - 1915 : The Coward - 1915 : The White Sister - 1915 : Bragga's Double - 1915 : Temper - 1915 : Business Rivals - 1915 : Legrand's Revenge - 1915 : The Return of Gentleman Joe - 1915 : The Man Trail - 1915 : In the Palace of the King - 1915 : The Raven - 1915 : The Law's Decree - 1915 : The Low Down Expert on the Subject of Babies - 1915 : Blind Justice - 1915 : Reckoning Day - 1915 : A Daughter of the City - 1915 : The Woman with a Rose - 1916 : Captain Jinks of the Horse Marines - 1916 : The White Alley - 1916 : The Roughneck - 1916 : Vultures of Society - 1916 : The Discard - 1916 : The Intruder - 1916 : Unknown - 1916 : The Dixie Winner - 1916 : Sherlock Holmes - 1916 : That Sort - 1916 : The Regeneration of Margaret - 1916 : The War Bride of Plumville - 1916 : The Way of Patience | - 1916 : The Prince of Graustark - 1916 : The Final Fraud - 1916 : The Breaker - 1916 : In a Looking Glass - 1916 : A Tale from the Decameron - 1917 : What Would You Do? - 1917 : Max Comes Across - 1917 : The Trufflers - 1917 : The Finish - 1917 : Be My Best Man - 1917 : Much Obliged - 1917 : Would You Believe It? - 1917 : The Man Who Was Afraid - 1917 : The Uneven Road - 1917 : Efficiency Edgar's Courtship - 1918 : N'oublions jamais - 1918 : A Mother's Sin - 1918 : The Trail to Yesterday - 1918 : Le Million des sœurs jumelles - 1918 : The Turn of the Wheel - 1918 : Why America Will Win - 1918 : Lafayette, We Come! - 1920 : The Flame - 1920 : La Force de la vie - 1920 : Face à l'océan - 1922 : Les Mystères de Paris - 1922 : L'Empereur des pauvres - 1922 : La Fille sauvage - 1922 : L'Écuyère - 1922 : L'Absolution - 1922 : Les Deux Pigeons, de André Hugon - 1923 : La Porteuse de pain - 1923 : Pax Domine - 1923 : La Mendiante de Saint-Sulpice - 1923 : La Folie du doute - 1924 : Le Miracle des loups - 1927 : Poker d'as - 1927 : La Petite Chocolatière - 1929 : Monte Cristo |